# Ðurđevića Tara
Ðurđevića Tara är ett samhälle i Montenegro. Det ligger i den norra delen av landet, 80 km norr om huvudstaden Podgorica. Ðurđevića Tara ligger 855 meter över havet och antalet invånare är 261.
Terrängen runt Ðurđevića Tara är huvudsakligen kuperad, men åt nordväst är den bergig. Ðurđevića Tara ligger nere i en dal. Runt Ðurđevića Tara är det ganska glesbefolkat, med 48 invånare per kvadratkilometer. Närmaste större samhälle är Žabljak, 14,1 km väster om Ðurđevića Tara. Omgivningarna runt Ðurđevića Tara är en mosaik av jordbruksmark och naturlig växtlighet.